# Gas Money (Yung Gravy)
Gas Money è un singolo del rapper statunitense Yung Gravy, pubblicato il 18 settembre 2020. 

## Tracce
1. Gas Money – 2:45